# Raspberries
Raspberries son una banda de power pop/pop rock de Cleveland, Ohio, Estados Unidos. Fueron fuertemente influenciados por grupos de la invasión británica –especialmente The Beatles, The Who, The Hollies y Small Faces– y su sensibilidad mod, fueron pioneros del estilo power pop, sus más conocidas canciones incluyen "Go All The Way", "Let's Pretend", "I Wanna Be With You", and "Overnight Sensation".
El productor Jimmy Ienner fue responsable de todos sus discos en los 70, éste trató de replicar las técnicas de producción del muro de sonido de Phil Spector.

## Formación
El grupo tiene sus raíces en dos de las más exitosas bandas de Cleveland en los 60, The Choir y Cyrus Erie. The Choir, originalmente llamada The Mods y conformada por Dann Klawon, Wally Bryson, Dave Burke, Dave Smalley y Jim Bonfanti, tuvo un repertorio más grande de canciones originales, a resaltar "It's Cold Outside," el cual se pasó de masivo éxito local (#1 in Cleveland) a single nacionalmente relevante (llegando al #68 con Roulette Records). The Choir tuvo entonces una serie de cambios en su formación, con Smalley y Bonfanti quedando en cada una de sus versiones, llegó 1968, cuando Dave Smalley fue enviado a Vietnam, y The Choir se disolvió, entonces Bonfanti la reformó, sobreviviendo hasta 1970.
Mientras The Choir disfrutaba de su hit y una cadena de singles, Cyrus Erie, fundada por los hermanos Michael McBride y Bob McBride, se convirtió en la mejor banda local poco después de que Eric Carmen se les uniera en 1967. Carmen persuadió a Bryson, quien había abandonado recientemente The Choir, de unirse al grupo. En shows en vivo, Cyrus Erie hizo principalmente covers de canciones de otros artistas, pero firmó con Epic Records y grabó dos originales ("Get the Message" y "Sparrow") como un sencillo. A raíz de esto Bryson abandonó para regresar a The Choir, que condujo a la disolución de Cyrus Erie. Carmen y Dann Klawon formaron entonces The Quick, y grabó un sencillo con dos canciones originales de Carmen/Klawon para Epic, sin mucho éxito.

## 1970-1972
Después de discusiones entre Carmen y Bonfanti sobre la formación de un nuevo grupo, la primera alinación para Raspberries fue Eric Carmen (voz, bajo, piano), Jim Bonfanti (batería), Wally Bryson (voz, guitarra líder) y John Aleksic (guitarra rítmica). Aleksic dejó el grupo terminando 1970.
En 1971, Dave Smalley (voz, guitarra rítmica), volvió de Vietnam y se convirtió en el cuarto miembro de la alinación original. El demo de Raspberries llegó al escritorio del productor Jimmy Ienner, para el cual Carmen había hecho una sesión de trabajo y después de una guerra de licitación entre sellos mayores la banda firmó con Capitol Records.
El grupo fue algo ridiculizado por salir al escenario con esmóquines con grandes peinados bouffant, lo cual, según Carmen, "complementaba el estilo de nuestra música".

## 1972-1974
Después del éxito de "Go All The Way", el cual llegó al #5 en los Estados Unidos en la primavera de 1972, Carmen y Smalley cambiaron instrumentos, con Carmen pasando a guitarra rítmica mientras Smalley tomaba el bajo. Lanzaron dos álbumes, Raspberries y Fresh Raspberries, seguidos del éxito comercial. Su disco Side 3 fue más rudo y agresivo que sus predecesores, tipificado por el tema de apertura "Tonight". Después de este lanzamiento, Smalley fue expulsado de la banda, seguido por Bonfanti. Subsecuentemente ellos formaron su propia banda, Dynamite. Ellos fueron reemplazados por el bajista Scott McCarl y el exbaterista de Cyrus Erie, Michael McBride, para el que fue el cuarto y final álbum de los Raspberries, Starting Over.
La banda se separó el 19 de abril de 1975, pero su sonido fue distintivo y su influencia duradera. Bruce Springsteen ha elogiado a los Raspberries en varias ocasiones y Paul Stanley de Kiss ha citado a Raspberries como una influencia en sus composiciones. Asimismo, el cantautor y superestrella de rock argentino Charly Garcia reinterpretó el estribillo de “Extasy” para el estribillo de su hit “La Ruta del Tentempié ”, canción perteneciente a su álbum Parte de la Religión de 1987.

## Discografía
- 1972 Raspberries
- 1972 Fresh Raspberries
- 1973 Side 3
- 1974 Starting Over

## Singles
1972:
- "Don't Want to Say Goodbye," #86 US
- "Go All the Way," #4 US
- "I Wanna Be With You," #16 US

1973:
- "Let's Pretend," #35 US
- "Tonight," #69 US
- "I'm a Rocker," #94 US

1974:
- "Overnight Sensation (Hit Record)," #18 US